# Czech Made Man
Czech Made Man je film Tomáše Řehořka z roku 2011 s Janem Budařem v hlavní roli. Film je údajně natočen podle skutečného příběhu českého podnikatele Zdeňka Kubíka.

## Výroba
První natáčecí den byl 7. listopadu 2010 na závodišti v Chuchli, natáčelo se i na dalších místech v Praze (v restauracích, v Psychiatrické nemocnici v Bohnicích, v budově ČSOB na Senovážném náměstí), v opuštěné věznici v Jičínské ulici v Mladé Boleslavi a také v zahraničí, v Mnichově a s malým štábem také v Šanghaji. Jan Budař se kvůli roli naučil i trochu čínsky.

## Trailer
Trailer byl představen 12. února 2011 na serveru YouTube, do kin přišel 21. února. Podle Moviezone.cz je na české poměry efektní, na Kinoboxu ho spíše kritizují.

## Obsazení
| Jan Budař             | Jakub Vrána                              |
| Kateřina Brožová      | Jiřina Hložová                           |
| Milan Šteindler       | Čáp                                      |
| Martin Písařík        | J.T.                                     |
| Predrag Bjelac        | Noha                                     |
| Veronika Hongová      | Sharon                                   |
| Jana Krausová         | Jakubova matka                           |
| Ota Klempíř           | Jakubův otec                             |
| Petr Čtvrtníček       | Lemke                                    |
| Katarína Hasprová     | Dagmar                                   |
| Tomáš Matonoha        | Dagestánec                               |
| Ester Kočičková       | doktorka                                 |
| Filip Švarc           | doktor                                   |
| Martin Hranáč         | Míša                                     |
| Zdeněk Srstka         | Tělocvikář                               |
| Jan Antonín Duchoslav | Mukl                                     |
| Norbert Lichý         |                                          |
| Václav Havel          | sám sebe                                 |
| Nikola Danosová       |                                          |
| Dominika Danosová     |                                          |
| Mei yin kang          |                                          |
| Tomáš Magnusek        | Pracovník mobilní psychiatrické jednotky |
| Karel Zima            |                                          |
| Hynek Čermák          |                                          |
| Václav Upír Krejčí    | Pracovník psychiatrické léčebny          |

## Recenze
- František Fuka, FFFilm, 28. dubna 2011
- Matěj Svoboda, MovieZone.cz, 29. dubna 2011
- Kamil Fila, Aktuálně.cz, 5. května 2011
- Tereza Spáčilová, iDNES.cz, 2. května 2011
- Alena Prokopová, Lidové noviny, 30. dubna 2011